# Ніжинський літопис
Ніжинський літопис — анонімна пам'ятка укр. історіографії 17—18 ст.

## Характеристика
Центральним у літописі є військово-політична історія. До 1670-х рр. події висвітлено вкрай фрагментарно, з численними похибками і помилками, очевидно, на підставі історичних переказів. Згодом достовірність повідомлень зростає, але послідовного характеру виклад набуває з 1730-х рр. Літописець згадує українських гетьманів Б.Хмельницького, І.Брюховецького, І.Самойловича, І.Мазепу, І.Скоропадського, Д.Апостола, К.Розумовського, але уникає характеристики й оцінок їхньої діяльності. У літопису йдеться також про війни, які Росія вела проти Туреччини протягом 18 ст., та їх згубні наслідки для господарства України. Наведено відомості про життя російської царської родини, перебування її представників в Україні, причому з особливою симпатією згадано імператрицю Єлизавету Петрівну. Певну увагу приділено російським можновладцям, діяльність яких була безпосередньо пов'язана з Україною — П.Румянцеву-Задунайському, князям О.Безбородьку, Г.Потьомкіну. Літопис містить відомості про створення Першої та Другої Малоросійських колегій, амністію запорожців 1734, вибори депутатів до Законодавчої комісії 1767–1768, появу самозванців І.Міницького та О.Пугачова. Згадано про зміни в адміністративно-територіальному устрої Лівобережної України — утворення Київського намісництва, Чернігівського намісництва та Новгород-Сіверського намісництва, Малоросійської губернії, а згодом — Чернігівської губернії та Полтавської губернії. Наведено відомості про надзвичайні природні явища, стихійні лиха, епідемії. Значну увагу приділено подіям у Ніжині, де, очевидно, мешкав упорядник літопису. Ніжинський літопис належить до так званих місцевих літописів, хоча значне місце в ньому відведено подіям, які мали загальноукраїнське значення. Нині рукописний збірник, що містить текст літопису зберігається в Інституті рукопису НБУВ.